# Vauxhall Chevette
Vauxhall Chevette — супермини, выпускавшийся с 1975 по 1984 год британской компанией Vauxhall.

## Описание
Продажи Vauxhall Chevette начались 1 мая 1975 года по цене 1593 фунта стерлингов. Vauxhall Chevette продавался в прямой конкуренции с Opel Kadett C до тех пор, пока последний не был снят с производства в 1979 году, когда уже были предприняты шаги по слиянию модельных рядов Vauxhall и Opel и маркетинговым операциям.
С 1975 по 1978 год Vauxhall Chevette был самым продаваемым хетчбэком в Великобритании. Он был изготовлен в порту Элсмир, графство Чешир, в рамках правительственной инициативы по созданию рабочих мест в этом районе.
1,3-литровый двигатель и относительно небольшой кузов обеспечивали хорошую производительность. Vauxhall Chevette имел лёгкое рулевое управление, сцепление и переключение передач, а также хорошую обзорность. Успех Chevette, вероятно, был связан с его универсальностью, которая хорошо сравнивалась с более крупными автомобилями, такими как Ford Escort.
В разное время автомобиль продавался в Австрии, Эквадоре, Франции, Германии, Новой Зеландии, Швеции и Уругвае. К 1984 году было выпущено 415000 экземпляров.

## Модификации
- Chevette HS и HSR
- Chevette Blackwatch
- Chevette Grenadier
- Chevette Jubilee
- Bedford Chevanne[7]

## Галерея

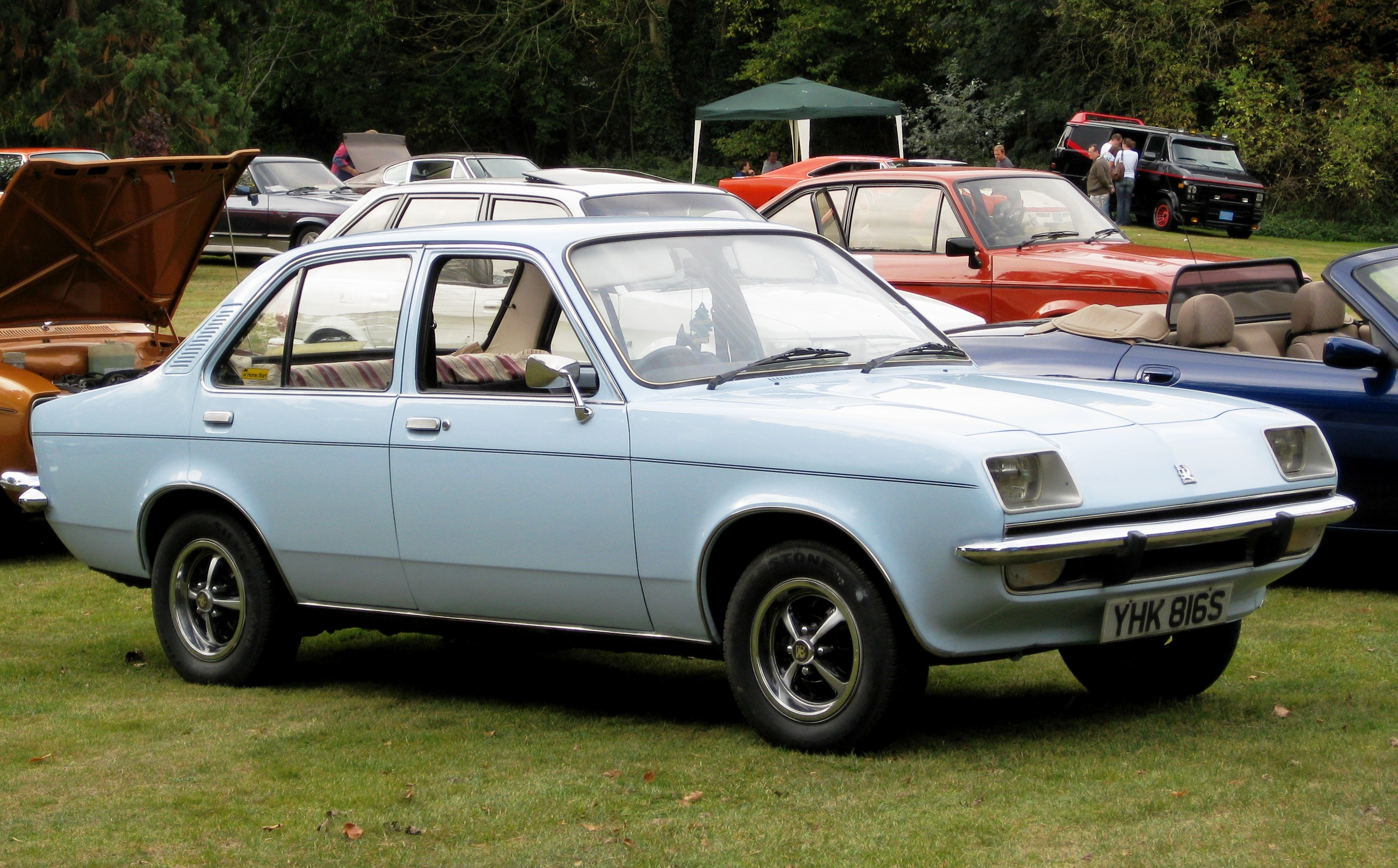
Vauxhall Chevette (седан)
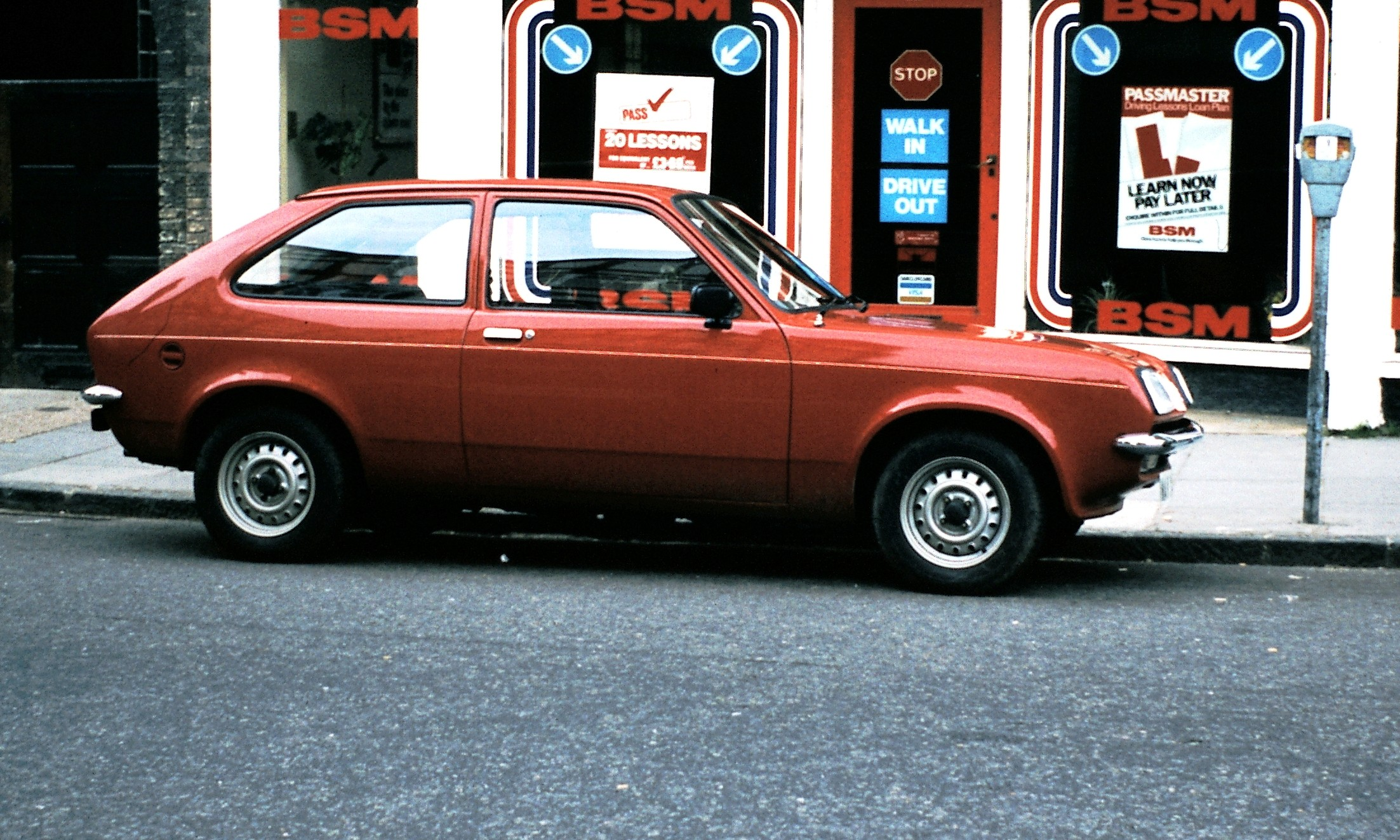
Vauxhall Chevette (хетчбэк)
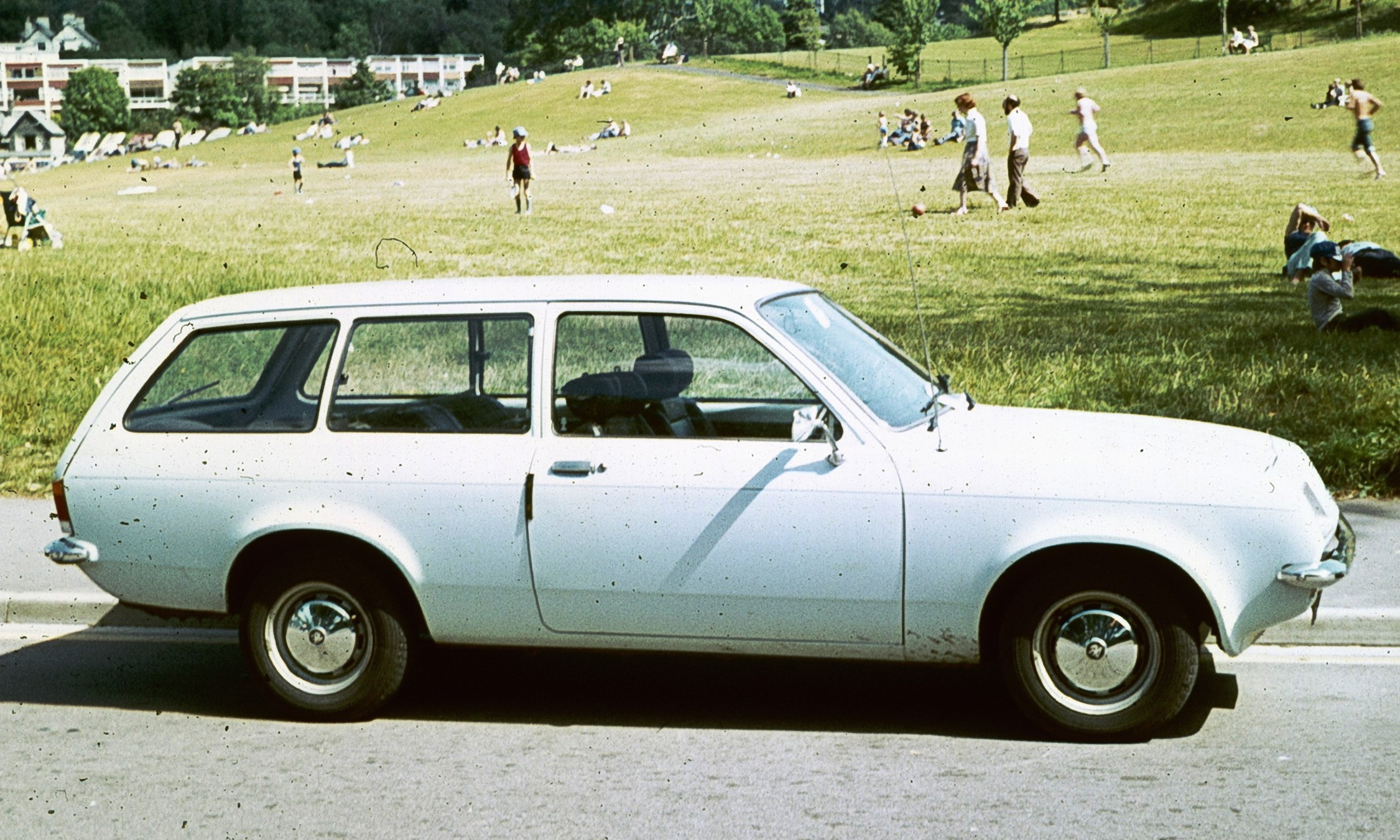
Vauxhall Chevette (универсал)
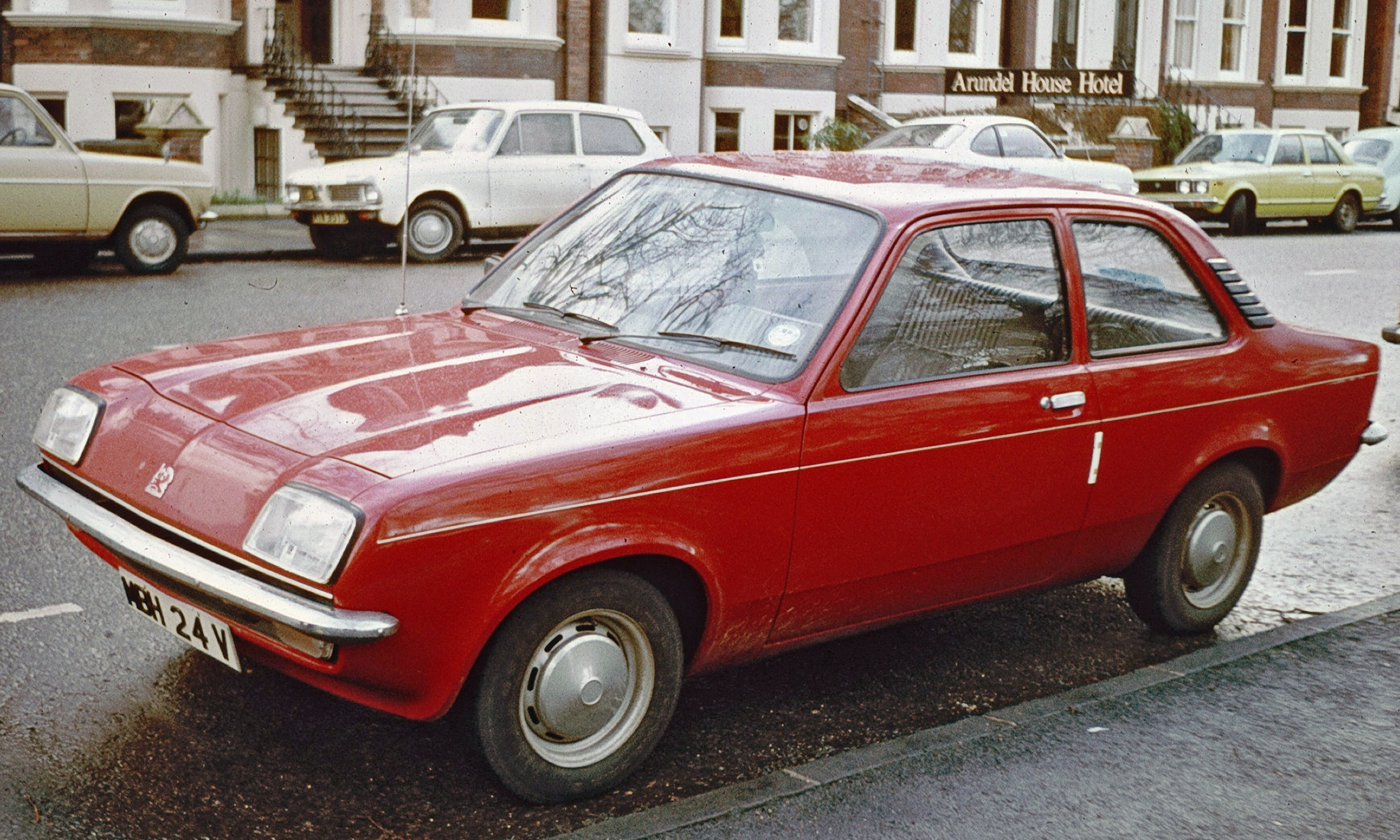
Фейслифтинг (1979)
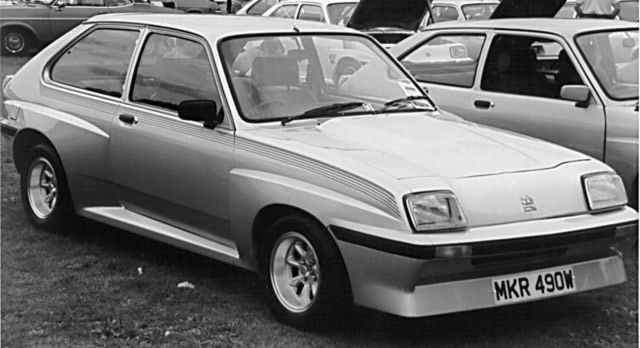
Vauxhall Chevette HSR
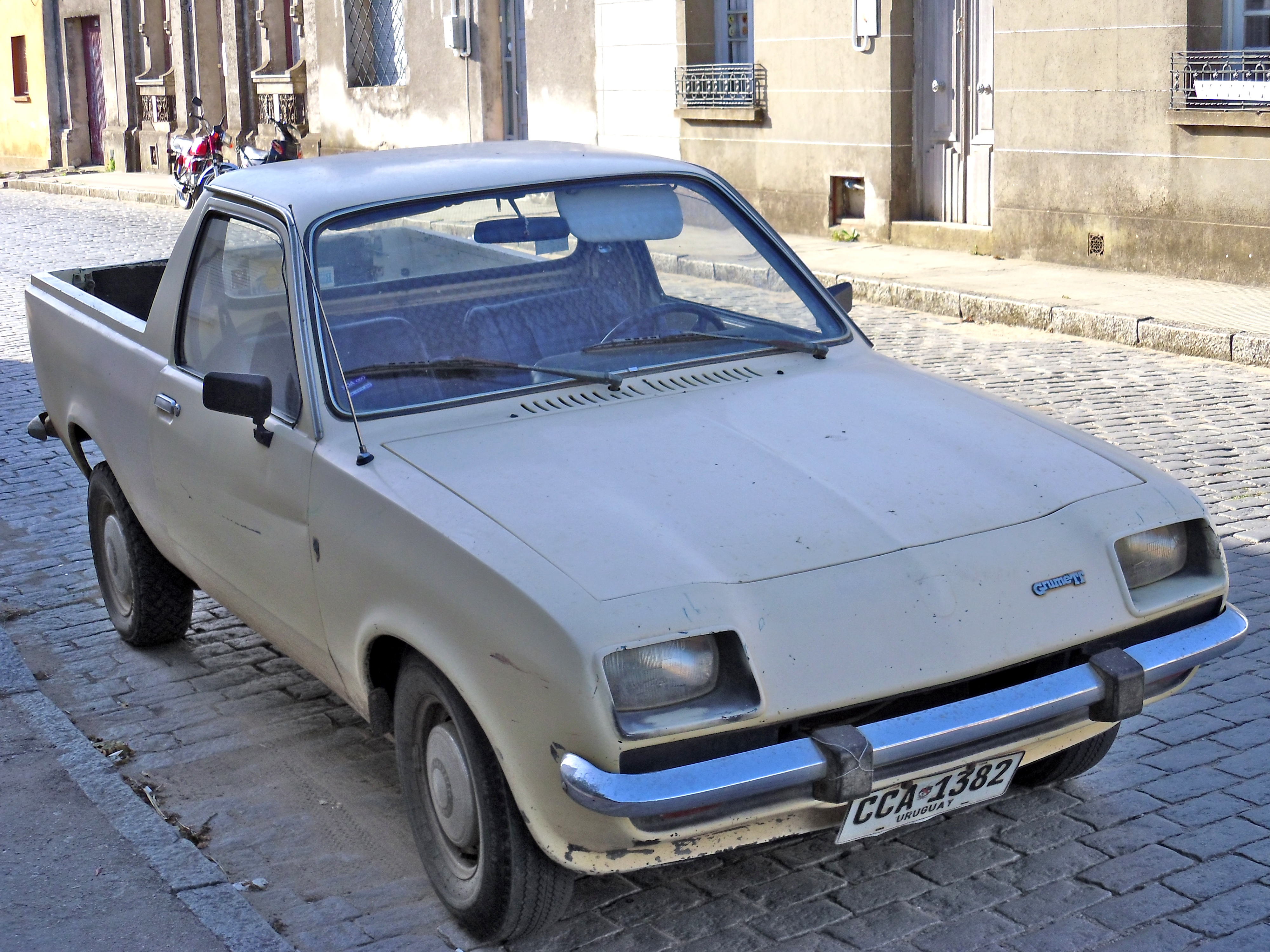
Grumett (Уругвай)
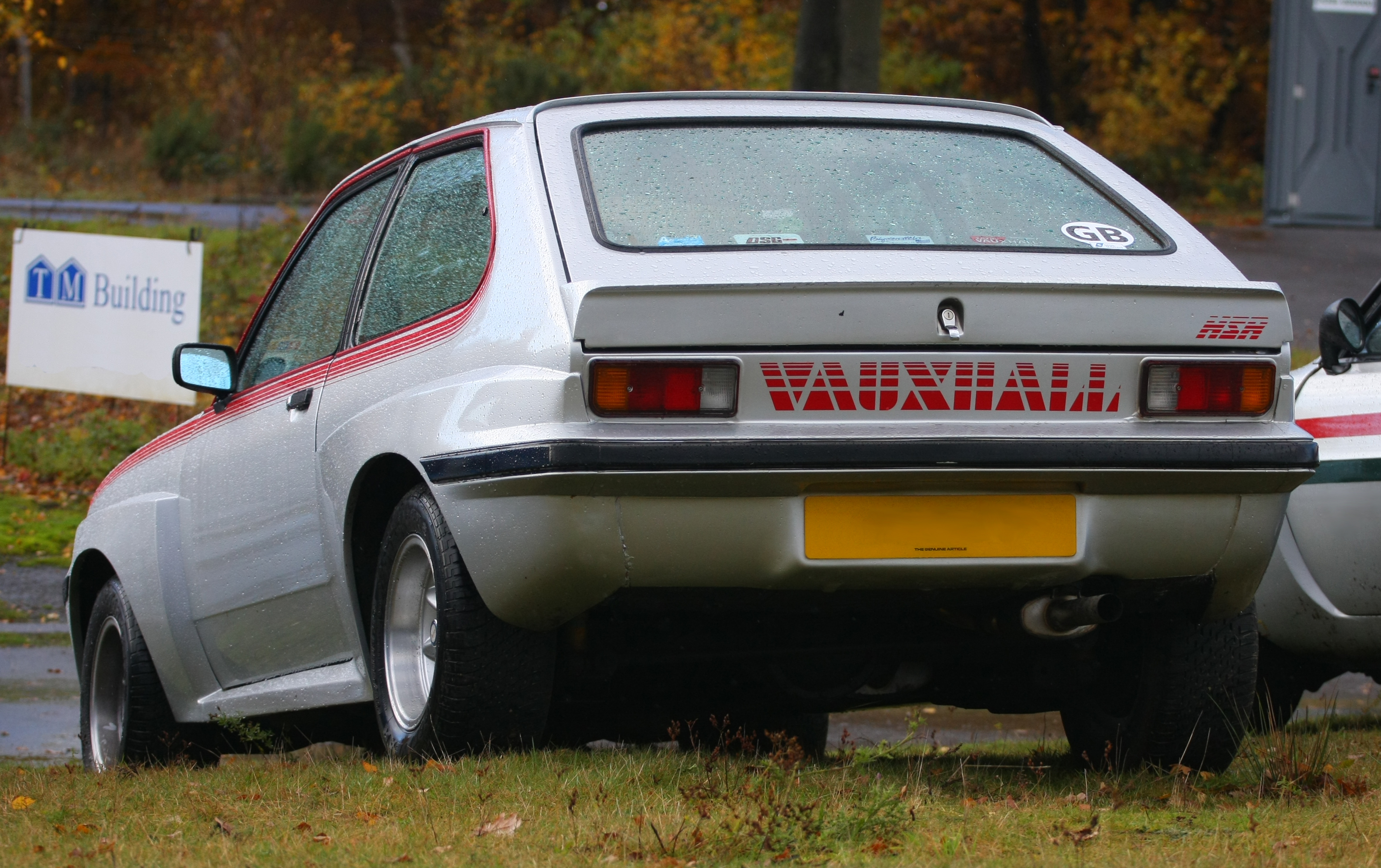
Chevette HSR
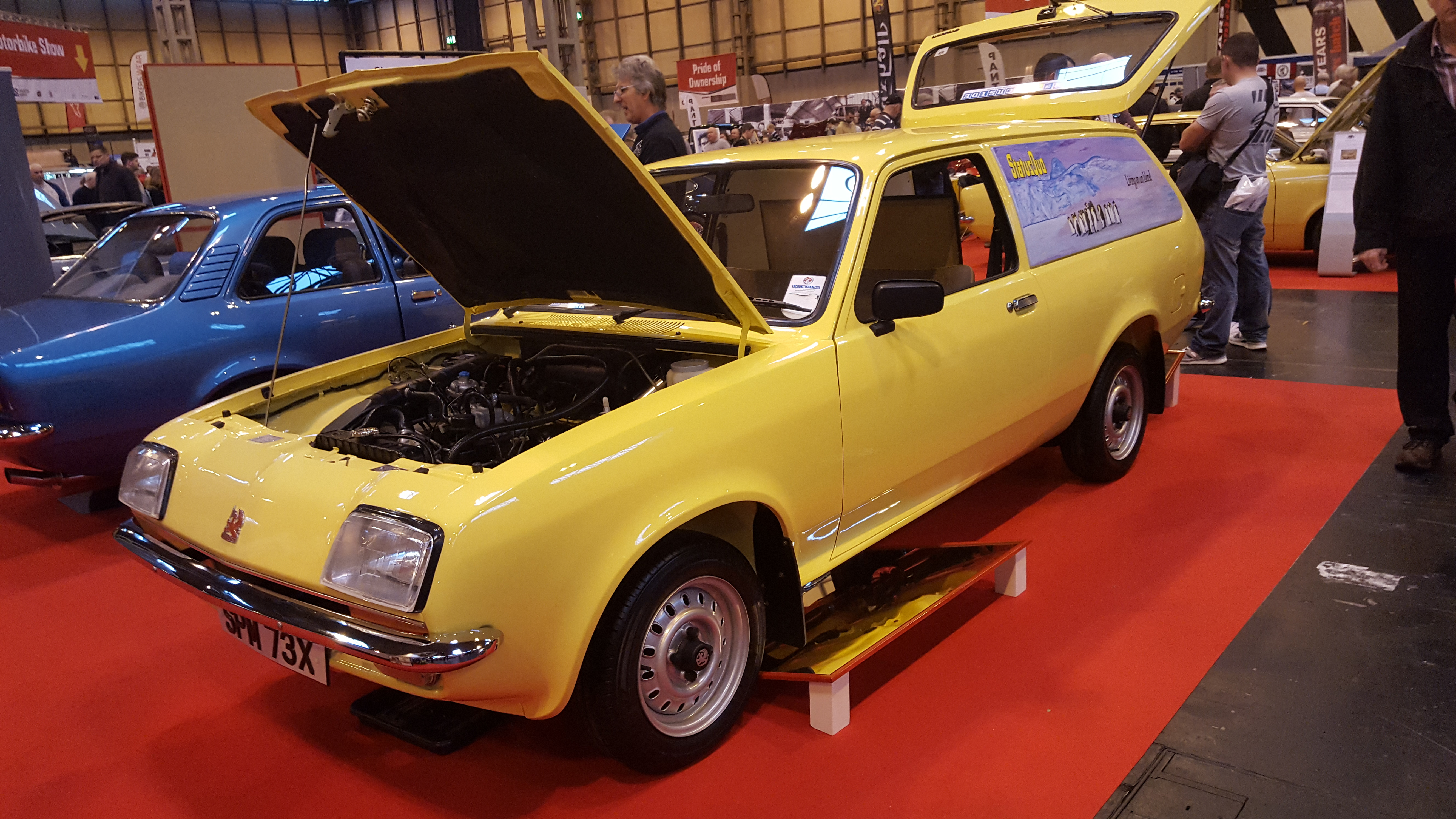
1982 Bedford Chevanne